# Poveste pe geamul înghețat
Poveste pe geamul înghețat este un film românesc din 1967 regizat de Angela Buzilă.